# معهد كارنيغي للتقنية
معهد كارنيغي للتقنية (بالإنجليزية: Carnegie Institute of Technology)‏ هي جامعة خاصة، تأسست في 1899، في بيتسبرغ، بنسلفانيا في الولايات المتحدة. وقد أسسها أندرو كارنيغي كمدارس كارنيغي التقنية، ثم في عام 1912، أصبحت معهد كارنيغي للتقنية. وبدأت في منح درجات مدتها أربع سنوات. في عام 1967، أصبح اسمها جامعة كارنيغي ميلون بسبب اندماجها مع معهد ميلون للأبحاث الصناعية، الذي أسسه أندرو ميلون وريتشارد ب. ميلون في عام 1913 وكان في السابق جزءًا من جامعة بيتسبرغ.